# Zalesie (Trzebiełuch)
Zalesie – osada w Polsce położona w województwie kujawsko-pomorskim, w powiecie chełmińskim, w gminie Stolno na obszarze historycznej Ziemi chełmińskiej. Stanowi część wsi Trzebiełuch.
W latach 1975–1998 miejscowość administracyjnie należała do województwa toruńskiego.